# Fülgyertya
A fülgyertya egy áltudományos, de ennek ellenére elterjedt alternatív gyógyászati eszköz; az orvosi kutatások kimutatták, hogy a használata veszélyes és hatástalan, és az állításokkal ellentétben nem távolítja el a fülzsírt vagy a mérgező anyagokat.
A fülgyertya használatát a szakorvosok ellenzik és veszélyesnek tartják.

## A fülgyertya legendája

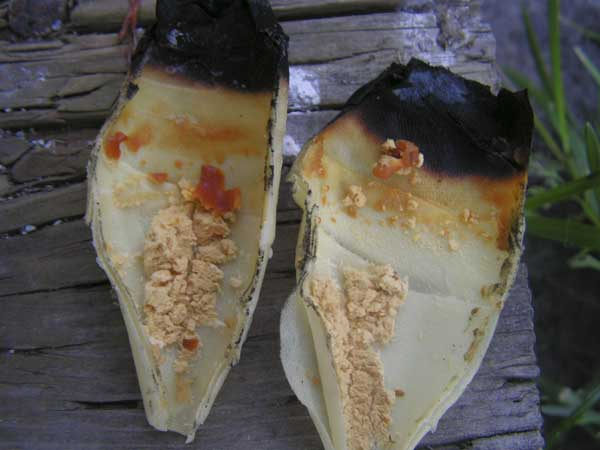
Egy használt fülgyertya szétbontva. A belül összegyűlt hamvakról gyakran azt állítják, hogy azok a kezelés során eltávolított fülzsírrögök vagy „mérgek”. Ez könnyen cáfolható, mivel akkor is keletkeznek, ha nem a fülbe helyezve égetik a gyertyát.

A fülgyertya használata állítólag az amerikai hopi indiánok hagyományos gyógyszere volt, és melynek alkalmazói általános közérzetjavító hatást tulajdonítanak.
A Hopi Törzsi Tanács munkatársa tagadta, hogy a hopik valaha is alkalmazták volna a fülgyertyázást.

## A fülgyertya használata
A fülgyertya viasszal átitatott lenvászonból gyártott, mintegy 20 cm hosszú, enyhén kúpos kiképzésű cső. A gyertya köré rendszerint egy papírgallért helyeznek, belsejében pedig egy gézdarab található, mely – a külső gallérhoz hasonlóan – a lehulló égéstermékektől hivatott megóvni a pácienst. Fülgyertyázás során a védőgalléron átbújtatott gyertyát a külső hallójáratba illesztik, meggyújtják, majd hagyják, hogy a gyertya a rajta lévő jelig leégjen.
A 14–45 perces folyamat során a használók állítása szerint enyhe vákuum lép fel, mely segít a fülzsírt, baktériumokat, „mérgeket” eltávolítani, egyúttal az égés során keletkező füst is bejut a fülbe, aminek a legváltozatosabb gyógyhatásokat tulajdonítják.

## A szakemberek véleménye
A fülgyertyázásnak tulajdonított hatásoknak valójában nincs semmiféle tudományosan igazolt alapja.
Azt sem sikerült igazolni, hogy használata során akár csak gyenge vákuum is fellépne, vagy bármit kiszívna a fülből, ellenben rendszeresen előfordul, hogy a gyertyaviasz, vagy annak hamva a fülbe kerül.
Alkalmazása a velejáró veszélyek, nem ritkán előforduló sérülések miatt erősen ellenjavallt, az Egyesült Államokban be is tiltották a gyertyák (fülgyertyák, testgyertyák) gyógyászati célú forgalmazását.